# فرناندس تورینیو
فرناندس تورینیو (به پرتغالی: Fernandes Tourinho) یک منطقهٔ مسکونی در برزیل است که در میناز ژرایس واقع شده‌است. فرناندس تورینیو ۳٬۴۶۶ نفر جمعیت دارد.